# Nakajima B5N
Nakajima B5N (rapporteringsnavn: Kate) var et japansk taktisk bombefly der blev brugt af den japanske flåde under den anden kinesisk-japanske krig og den anden verdenskrig.
Nakajima B5N blev udviklet mod en specifikation den japanske flåden havde skrevet i 1935 til et nyt en-motors skibsbaseret taktisk bombefly. Prototypen gennemførte sin første flyvning i januar 1937, og efter evaluering og nogle ændringer af designet blev den første udgave B5N1 sat i produktion i november samme år. B5N blev produceret frem til 1943, da i alt 1.149 maskiner var blevet bygget. Af disse blev 669 bygget af Nakajima, 200 af flådens arsenal i Hiro og 280 af Aichi.

## Udgaver
- B5N1 – Udstyret med en Nakajima Hikari 3 stjernemotor var dette den første produktionsudgaven. Den havde et mandskab på tre, der bestod af pilot, radiooperatør og en observatør der også fungerede som bombesigter. Til selvforsvar var den kun udstyret med et 7,7 mm maskingevær, der var monteret på en bevægelig affutage i den agter del af cockpittet, noget der efterhånden gjorde den afhængig af jagereskorte. Efterhånden som B5N1 blev erstattet af B5N2 ved frontlinien, blev den benyttet som avancered træningsfly og fik betegnelsen B5N1-K.

- B5N2 – Forskellen mellem B5N1 og B5N2 var ikke meget andet end den nye og kraftigere Nakajima NK1B Sakae 11 motor der var udstyret i den nye udgave. B5N2 gennemførte sin første flyvning i december 1939, og ved angrebet på Pearl Harbor den 7. december 1941 havde den fuldstændigt erstattet den tidligere udgave ved frontlinjen. I begyndelsen af 1944 blev rollen som bombefly afsluttet ved frontlinjen og blev derefter brugt til rekognoscering og antiubåds-krigsførelse. Nogle af disse maskiner blev udstyret med ASV-radar (Anti-Surface Vessel) eller en primitiv form for MAD (Magnetic Anomaly Detector).

## Operativ historik
B5N1 blev først brugt operativt under den anden kinesisk-japanske krig hvor den til at begynde med viste sig at være et effektivt taktisk bombefly. Den ringe bevæbning den havde til selvforsvar gjorde den dog sårbar for fjendtlige jagere, noget der blev et problem efterhånden som det kinesiske luftvåben fik bedre jagerfly.
144 B5N2 tog del i angrebet på Pearl Harbor og i løbet af 1942 deltog flytypen til sænkningen af to amerikanske hangarskibe, USS Hornet og USS Lexington, og satte USS Yorktown, der senere blev ødelagt af en japansk ubåd, ud af spillet.